# خروس آب‌دوست
خروس آب‌دوست (نام علمی: Gallicrex cinerea) نام یک گونه از تیره یلوگان است.